# Adjaristskali
Adjaristskali (Georgisch: აჭარისწყალი) is een rivier die zich bevindt in de Georgische Autonome Republiek Adzjara in Georgië. Er bevindt zich een waterkrachtcentrale bij de rivier. De rivier gaat op in de rivier de Tsjorochi, heeft een lengte van 90 km en heeft een stroomgebied van 1540 km². De rivier ligt volledig in Georgië. De naam kan vertaald worden als Rivier van Adzjarië.
- Nationale Bibliotheek van Israël: 987007496669405171
- Virtual International Authority File: 147934248